# NGC 974
NGC 974 is een spiraalvormig sterrenstelsel in het sterrenbeeld Driehoek. Het hemelobject werd op 22 november 1827 ontdekt door de Britse astronoom John Herschel.

## Synoniemen
- PGC 9802
- UGC 2049
- MCG 5-7-12
- ZWG 505.15
- NPM1G +32.0104
- IRAS02314+3243